# Mulkeri, Shiggaon
Mulkeri là một làng thuộc tehsil Shiggaon, huyện Haveri, bang Karnataka, Ấn Độ.